# زمین‌بند (نیک‌شهر)
زمین‌بند (نیک‌شهر)، روستایی از توابع دهستان کوچینگ بخش هیچان شهرستان نیک‌شهر در استان سیستان و بلوچستان ایران است.

## جمعیت
این روستا در دهستان کوچینگ قرار دارد و براساس سرشماری مرکز آمار ایران در سال ۱۳۸۵، جمعیت آن ۱۰۱ نفر (۱۷خانوار) بوده‌است.